# 오베르뉴론알프
오베르뉴론알프(프랑스어: Auvergne-Rhône-Alpes)는 프랑스 남동부에 위치한 레지옹으로 중심 도시는 리옹이며 면적은 69,711km2, 인구는 7,695,264명(2012년 기준)이다. 북쪽으로는 부르고뉴프랑슈콩테, 북서쪽으로는 상트르발드루아르, 서쪽으로는 누벨아키텐, 남쪽으로는 랑그도크루시용, 프로방스알프코트다쥐르와 접하며 동쪽으로는 이탈리아, 북동쪽으로는 스위스와 국경을 접한다. 13개 주(드롬주, 론주, 루아르주, 사부아주, 아르데슈주, 알리에주, 앵주, 오트루아르주, 오트사부아주, 이제르주, 캉탈주, 퓌드돔주)를 관할한다.
2016년 1월 1일을 기해 시행된 레지옹 개편에 따라 오베르뉴와 론알프가 합병되면서 신설되었다.

## 명칭과 상징
'오베르뉴론알프' (Auvergne-Rhône-Alpes)라는 명칭은 이전의 레지옹인 오베르뉴(Auvergne)와 론알프 (Rhône-Alpes)를 알파벳순으로 병렬하여 만들어졌다. 해당 명칭은 2015년 행정구역 개편 당시부터 만들어진 지역명으로, 지방의회에서 제안하여 국무원령 제정으로 통합 레지옹의 임시 명칭이 되었다.
공식 명칭에 대해서는 옛 론알프 레지옹의 장자크 케란 대표가 제안했던 '알프오베르뉴' (Alpes-Auvergne)와 'AURA' (Auvergne-Rhône-Alpes의 약자)가 제시되었으나, 리옹 카피탈이 온라인에서 진행한 여러 설문조사에서는 가칭인 '오베르뉴론알프'가 이들을 따돌리고 지역 누리꾼의 선택을 받은 것으로 확인되었다.
2016년 2월 레지옹 지역 주민과 고등학생들을 대상으로 레지옹 홈페이지에서 진행된  차기 지역 명칭 설문조사가 실시되었다. 론알프의 인구가 오베르뉴의 인구보다 다섯 배는 많은 관계로 이에 대한 인구비례 조정을 거쳤지만, 결과는 여전히 '론알프오베르뉴' 가 '오베르뉴론알프' 내지는 'AURA'보다 앞선 것으로 드러났다.
하지만 레지옹 지역의회 수장인 로랑 보키에는 가칭을 그대로 유지하기로 결정, 공식 명칭화를 제안하는 법안이 그대로 지역의회에 상정되어 만장일치로 통과되면서, 2016년 7월 23일부터 '오베르뉴론알프'는 공식 명칭이 되었다. 이 같은 내용은 2016년 9월 28일 프랑스 공화국 관보에 게재되었다.
2017년 10월에는 오베르뉴론알프의 공식 지역문장이 채택되었다. 오베르뉴, 사부아, 리옹, 도피네의 상징을 통합하여 만들어졌다. 공식 지역기도 함께 만들어졌는데, 초안에서는 흰색 바탕에 지역 문장을 새긴 형태였으나 2018년 1월부터 지역 문장을 확대한 모습으로 바뀌었다. 2018년 2월 9일에는 레지옹 의회에서 해당 문장을 공식 채택하였다. 이에 대해 프랑스 국가문장위원회는 호의적인 반응을 내놓았다.

공식 지역문장 (2017년 제안, 2018년 채택)
지역기 초안
공식 지역기 (2018년 채택)

오베르뉴론알프에서는 지역 언어인 프랑코프로방스어와 오크어가 있기 때문에 이들 언어로도 지역 명칭을 쓸 수 있다.
- 프랑코프로방스어 (아르피타니아어) : Ôvèrgne-Rôno-Arpes (오베르뉴론아르프, [o.ˌvɛr.ɲə.rɔn.ˈar.pə])
- 오크어 : Auvèrnha-Ròse-Aups (오베르뉴로즈오프, [ɔwˈver.ɲə.rɔz(e).ɔwp]).

## 지리

### 위치

오베르뉴론알프의 지도 (ML: 리옹 광역시)

오베르뉴론알프는 프랑스 남부의 중앙부~동부를 차지하고 있으며 총면적은 69,711 km2에 달한다. 드넓은 면적답게 다양한 기후와 지형, 문화, 민속, 건축, 언어가 공존하는 지역이다. 북쪽으로는 부르고뉴프랑슈콩테, 남서쪽으로는 상트르발드루아르, 서쪽으로는 누벨아키텐, 남서쪽으로는 옥시타니, 남동쪽으로는 프로방스알프코트다쥐르와 면하고 있으며, 동쪽으로는 이탈리아 발레다오스타주와 피에몬테주, 북동쪽으로는 스위스 제네바주, 발레주, 보주와 국경을 이루고 있다.
다음은 오베르뉴론알프의 극점이다.
- 최북단: 알리에주 샤토쉬랄리에 (북위 46° 48′ 15″ 동경 2° 57′ 35″ / 북위 46.804272°  동경 2.959629° )
- 최동단: 사부아주 본발쉬라르크 (북위 45° 24′ 12″ 동경 7° 11′ 08″ / 북위 45.403287°  동경 7.185578° )
- 최남단: 드롬주 페라시에르 (북위 44° 06′ 56″ 동경 5° 29′ 40″ / 북위 44.115494°  동경 5.494467° )
- 최서단: 캉탈주 시랑 (북위 44° 58′ 36″ 동경 2° 03′ 46″ / 북위 44.976621°  동경 2.062885° )

### 행정구역
오베르뉴론알프는 총 12개의 데파르트망을 두고 있으며, 앵주, 알리에주, 아르데슈주, 캉탈주, 드롬주, 오트루아르주, 오트사부아주, 이제르주, 루아르주, 퓌드돔주, 론주, 사부아주가 속해 있다. 또 데파르트망은 아니지만 특별 행정구역인 리옹 광역시도 이곳에 자리해 있다.
아롱디스망은 39개가 있으며, 캉통은 242개에 달한다. 오베르뉴론알프 전역의 코뮌 수는 총 4,029개이다.
오베르뉴론알프의 주요 도시로는 레지옹 행정청이 위치한 리옹시 (인구 1,662,331명)가 제1도시이며, 그 다음으로 그르노블 (인구 510,368명), 생테티엔 (인구 372,308명), 클레르몽페랑 (인구 264,704명), 샹베리 (인구 186,355명) 등이 있다.

## 교통

### 철도
- 리옹 파르디외역
- 리옹 페라슈역
- 발랑스빌역
- 발랑스-TGV역
- 생테티엔-샤토크뢰역
- 그르노블역
- 부르생모리스역
- 샹베리-샬-레조역
- 모단역
- 클레르몽페랑역
- 제네브 코르나뱅역
- 다뷔시역

## 같이 보기
- 프랑스의 레지옹